# Братская могила (Крапивна, Калужская область)
Братская могила с. Крапивна — воинское захоронение, расположенное на территории сельского поселения «Деревня Мелихово» Ульяновского района (Калужская область).

## Описание захоронения
Братская могила расположена в центре села Крапивна на склоне холма. Здесь похоронены советские воины, погибшие в Гусаковском, Косовке, Тургеневке, Ржевке, Красногорье, Крапивне, у лесной сторожки. Размеры захоронения — 10 м х 10 м. На стилобате высотой 0,3 м выведен кирпичный оштукатуренный постамент с площадью основания 1,2 м х 1,2 м высотой 1,5 м. На нем установлена скульптурная группа из бетона — фигура воина со знамением и женщины, возлагающей венок. Высота скульптуры — 2,38 м. В постамент вмонтирована плита с надписью: «Вечная слава героям, павшим в боях за Родину». Под углом к памятнику установлена кирпичная мемориальная стена шириной 6 м и высотой 2,5 м, на которой установлены мемориальные плиты с именами похороненных. Могила обнесена металлической оградой. Состояние братского захоронения удовлетворительное.
Решением малого совета Калужского областного Совета народных депутатов от 22.05.1992 г. № 76 братская могила с. Крапивна отнесена к выявленным объектам культурного наследия (памятникам истории и культуры) народов РФ. Решением Сельской Думы сельского поселения «Деревня Мелихово» от 20.05.2013 г. № 5а братская могила отнесена к охранной зоне и (или) зоне охраняемого природного ландшафта.

## Количество захороненных. Перезахоронения
Всего в братской могиле захоронено — 1315, известных — 1315, категория — военнослужащие.
По данным базы «Мемориал» перезахоронение производилось из д. Красногорье.

## Проезд
Проехать можно из Москвы от станции метро «Теплый стан» рейсовым автобусом Москва-Заречье. Также из Москвы от станции метро «Теплый стан» до Калуги на автовокзал Калуга-1, оттуда рейсовым автобусом до Ульяново. В Ульянове следует обратиться в администрацию муниципального района «Ульяновский район», которая поможет с транспортом и даст сопровождающего.